# Purpuricenus budensis
Purpuricenus budensis es una especie de escarabajo longicornio del género Purpuricenus, tribu Trachyderini, familia Cerambycidae. Fue descrita científicamente por Götz en 1783.
Se distribuye por Albania, Armenia, Azerbaiyán, Bosnia y Herzegovina, Bulgaria, Australia, Croacia, España, Francia, Georgia, Grecia, Hungría, Irán, Italia, Líbano, Luxemburgo, Macedonia, Moldavia, Siria, Rumania, Rusia, Reino Unido, Serbia, Eslovaquia, Eslovenia, Turquía, Ucrania y Yugoslavia. Mide 10-22 milímetros de longitud. El período de vuelo ocurre en los meses de mayo, junio, julio y agosto.